# Dobřenice (stacja kolejowa)
Dobřenice – stacja kolejowa w miejscowości Syrovátka, w kraju hradeckim, w Czechach. Znajduje się na wysokości 240 m n.p.m.
Jest zarządzana przez Správę železnic. Na stacji istnieje możliwości zakupu biletów i rezerwacji miejsc.

## Linie kolejowe
- 020 Velký Osek - Hradec Králové - Choceň